# Tormaneuli
Tormaneuli (en georgiano: თორმანეული) o Jarisyin (en osetio: Хæрисджын) es una aldea que pertenece a la parcialmente reconocida República de Osetia del Sur, parte del distrito de Znaur, aunque de iure pertenece al municipio de Tighvi de la región de Iberia Interior de Georgia.

## Geografía
Tormaneuli se encuentra en el valle del río Froni Oriental, a 15 km de Kornisi. 

## Historia
Una expedición de reconocimiento de Shida Kartli en 1955 descubrió una colina con un asentamiento del final de la Edad del Bronce en Tormaneuli. 
La aldea se menciona en el censo del príncipe Juan de Georgia de 1794-1799. Según datos de 1847, estaba incluida entre las aldeas de la garganta de Kornisi y estaba habitada por osetios. La aldea es conocida como una de las fincas de la familia principesca de Bagration-Davitishvili.
De 1922 a 1990, formó parte del distrito de Znaur del óblast autónomo de Osetia del Sur, siendo de mayoría osetia. De 1990 a 2006, formó parte del raión de Kareli y, desde 2006, forma parte del municipio de Tighva. 

## Demografía
La evolución demográfica de Tormaneuli entre 1916 y 2015 fue la siguiente:
| 548                                                      | 468 | 127 | 177 | 125 | 86 | 114 |
| (Fuente: Population of South Ossetia since Soviet times) |     |     |     |     |    |     |

Según el censo soviético de 1959, la mayoría de la población local eran osetios.  En los distintos censos, la composición étnica del pueblo es la siguiente:
|              | 1916      | 1916       |
| Grupo étnico | Población | Porcentaje |
| ------------ | --------- | ---------- |
| Georgianos   | 0         | 0%         |
| Osetios      | 548       | 100%       |
| Total        | 548       | 100%       |